# Rissoella luteonigra
Rissoella luteonigra is een slakkensoort uit de familie van de Rissoellidae. De wetenschappelijke naam van de soort is voor het eerst geldig gepubliceerd in 2001 door Rolán & Rubio.